# Горње Гаре
Горње Гаре је насеље у Србији у општини Црна Трава у Јабланичком округу. Према попису из 2022. било је 30 становника.
На плећастој коси Добропољске чуке (1488 m), а под такозваним Гарским ридом, на врлетној и пуној пропланака и јаруга леве стране реке Власине налази се село Гаре.
Узана долина реке Власине (чије је корито у овом пределу на 375-400 метара надморске висине) на овом делу прелази у сутјеску. Гаре на удаљености око 5 км од корита реке Власине по косама и долинама налазе се распоређене у низовима мала насеља махале села Гаре.

## Настанак села и порекло становништва
Гаре се дели у три дела: – Горње, Доње и Криви Дел.
Село Гаре имало је уочи Другог светског рата (1940.г.) 316. домаћинства.
У Горњем Гару су махале (1964.г.):-

- Махала Маринковце (Маринковци),

- Махала Ђоринци,

– Махала Бањци,

– Махала Лукин дел,

– Махала Красина бара,

– Махала Дејанци,

– Махала Белутак,

– Махала Селиште,

– Махала Влајићева (Влајковићева) падина,

– Махала Дргловац,

– Махала Самоково,

– Махала Равниште,

– Махала Ђуклинци,

– Махала Кошаре,

– Махала Чокешини.

– Скробанова махала,

– Рајински рид махала

– Јанкова бара махала,

– Тричков рид махала.
У Доњем Гару су махале (1964.г.):

– Махала Крачинова,

– Махала Банковска,

– Махала Деда-Лепојина,

– Махала Красићевска,

– Махала Грњинска,

– Махала Петровићи.
У Кривом Делу су махале (1964.г.):

– Махала Меланци,

– Махала Друмци.
Предање које се чује о оснивању Гаре је да су досељеници из Србије дошли у свом старом завичају у сукобу са турским властима, па убивши Турчина понесу мали иметак и поведу белу кравицу и зауставе се на шумаком пропланку на месту где је данас Горње Гаре. Ту су „иземкињу“ кућу себи саградили, растурили нешто букове шуме којом је био обрастао тада Гарски рид и ову површину назову Горње Гарине. У жељи да повећају обрадиву површину растрсили су и други део шуме и назову то земљиште Доње Гарине. Како су се становници Гара најпре бавили сточарством то су у потражњи за стоочном храном прешли реку Власину и заузели данашње подручје села Криви Дел, где су наишли на храстову шуму веома погодну за зимску сточну храну. Како је горњогарски терен ерозиван и без пашњака и ливада, а букова шума није могла служити као зимска храна, то су лисници („нарасници“) који су сечом храстове шуме на криводелском терену добијани били као одлична зимска храна за говеда, овце и козе-тако су Гарчани у жељи да дођу до сточне хране освајали не само Доње Гаре на подручју Кривог Дела. Овај део Гара је скоро добио име Криви Дел. Редуковањем назива Горње Гарине и Доње Гарине постало је Гаре.
Постоји предање о томе како је пре данашњег становништва у „латинско време“ у Кривом Делу, постојало насеље, на месту где је данашње Селиште. Становници тога села „ишли далеко“ и „украли девојку“. Кад Турци то дознаду нападну их и принуде на расељавање. Од тих становника данас нема потомака.
Постоји предање да су досељеници тражили место где да се населе. Заставши код Горње Гаре виде своју децу како у игри колибе праве. Примивши то као Божју наклоност да остану и сретни буду, ту населе се у Горње Гаре, а одатле у Доње Гаре и Криви Дел.
Прво предање има економску основу па је стога и најчешће и највероватније да се Гаре тако и формирало.
Што се тиче насељавања тврди се да је већина породица из Рековца код Крагујевца и Завидинца код Бабушнице.

## Демографија
У насељу Горње Гаре живи 80 пунолетних становника, а просечна старост становништва износи 60,6 година (55,5 код мушкараца и 65,9 код жена). У насељу има 42 домаћинства, а просечан број чланова по домаћинству је 1,90.
Ово насеље је у потпуности насељено Србима (према попису из 2002. године).
|  |

| Демографија | Демографија | Демографија |
| Година      | Становника  | Становника  |
| ----------- | ----------- | ----------- |
| 1948.       | 706         |             |
| 1953.       | 626         |             |
| 1961.       | 585         |             |
| 1971.       | 561         |             |
| 1981.       | 393         |             |
| 1991.       | 164         | 164         |
| 2002.       | 80          | 80          |
| 2011.       | 57          |             |
| 2022.       | 30          |             |

| Етнички састав према попису из 2002.‍ | Етнички састав према попису из 2002.‍ | Етнички састав према попису из 2002.‍ | Етнички састав према попису из 2002.‍ | Етнички састав према попису из 2002.‍ |
| ------------------------------------ | ------------------------------------ | ------------------------------------ | ------------------------------------ | ------------------------------------ |
|                                      |                                      |                                      |                                      |                                      |
| Срби                                 | Срби                                 |                                      | 80                                   | 100,0%                               |

| Година пописа     | 1948. | 1953. | 1961. | 1971. | 1981. | 1991. | 2002. |
| ----------------- | ----- | ----- | ----- | ----- | ----- | ----- | ----- |
| Број домаћинстава | 115   | 107   | 107   | 112   | 116   | 63    | 42    |

| Број чланова      | 1  | 2  | 3 | 4 | 5 | 6 | 7 | 8 | 9 | 10 и више | Просек |
| ----------------- | -- | -- | - | - | - | - | - | - | - | --------- | ------ |
| Број домаћинстава | 16 | 19 | 5 | 1 | 0 | 0 | 1 | 0 | 0 | 0         | 1,90   |

| Пол    | Укупно | Неожењен/Неудата | Ожењен/Удата | Удовац/Удовица | Разведен/Разведена | Непознато |
| ------ | ------ | ---------------- | ------------ | -------------- | ------------------ | --------- |
| Мушки  | 41     | 12               | 27           | 2              | 0                  | 0         |
| Женски | 39     | 1                | 26           | 10             | 1                  | 1         |
| УКУПНО | 80     | 13               | 53           | 12             | 1                  | 1         |

| Пол    | Укупно                    | Пољопривреда, лов и шумарство | Рибарство                            | Вађење руде и камена | Прерађивачка индустрија       |
| ------ | ------------------------- | ----------------------------- | ------------------------------------ | -------------------- | ----------------------------- |
| Мушки  | 7                         | 0                             | 0                                    | 0                    | 1                             |
| Женски | 0                         | 0                             | 0                                    | 0                    | 0                             |
| УКУПНО | 7                         | 0                             | 0                                    | 0                    | 1                             |
| Пол    | Производња и снабдевање   | Грађевинарство                | Трговина                             | Хотели и ресторани   | Саобраћај, складиштење и везе |
| Мушки  | 0                         | 1                             | 0                                    | 0                    | 0                             |
| Женски | 0                         | 0                             | 0                                    | 0                    | 0                             |
| УКУПНО | 0                         | 1                             | 0                                    | 0                    | 0                             |
| Пол    | Финансијско посредовање   | Некретнине                    | Државна управа и одбрана             | Образовање           | Здравствени и социјални рад   |
| Мушки  | 0                         | 0                             | 1                                    | 1                    | 0                             |
| Женски | 0                         | 0                             | 0                                    | 0                    | 0                             |
| УКУПНО | 0                         | 0                             | 1                                    | 1                    | 0                             |
| Пол    | Остале услужне активности | Приватна домаћинства          | Екстериторијалне организације и тела | Непознато            | Непознато                     |
| Мушки  | 0                         | 0                             | 0                                    | 3                    | 3                             |
| Женски | 0                         | 0                             | 0                                    | 0                    | 0                             |
| УКУПНО | 0                         | 0                             | 0                                    | 3                    | 3                             |